# Motorola Moto 360 (2015)
Die Moto 360 (2015), auch bekannt als Moto 360 (2nd gen), ist eine mit Android Wear laufende Smartwatch, die von Motorola Anfang September 2015 auf der IFA vorgestellt wurde. Sie ist der Nachfolger der ein Jahr zuvor erschienenen Moto 360. Über den MotoMaker lässt sie sich individuell designen, so sind neben verschiedenen Lünetten, Armbändern und Gehäusen auch zwei verschiedene Displaygrößen verfügbar, auch eine Frauenvariante existiert. Das Display ist kreisrund und hat je nach Auswahl einen Durchmesser von 42 mm oder 46 mm. Auch wie ihr Vorgänger besitzt sie am unteren Displayrand einen sogenannten platten Reifen (flat tire), einen schmalen schwarzen Balken, unter dem sich ein Helligkeitssensor befindet, dadurch aber für ein nicht komplett kreisrundes Display sorgt.
Da zum Aufladen kein Anschluss benötigt wird, kommt die Uhr ohne Steckerbuchsen aus. Alle Kommunikation zwischen Uhr und anderen Geräten erfolgt daher über Funkschnittstellen (WLAN und Bluetooth).
Am 26. Mai 2017 startete Motorola mit dem Ausliefern des Updates auf Android Wear 2.0 für die Moto 360 2nd.

## Display
Das Display ist einem Kreis nachempfunden, jedoch ist am unteren Rand ein Kreissegment zur Unterbringung des Helligkeitssensors, der eine automatische Anpassung der Displayhelligkeit ermöglicht, ausgespart. Einen solchen Helligkeitssensor besitzen die meisten anderen Smartwatches nicht. Die angegebene Auflösung von 360×325 bzw. 360×330 Pixel beschreibt das das Display imaginär umschreibende Rechteck. Beide Modelle der Moto 360 haben also ohne Beachtung des schwarzen Balkens die gleiche Auflösung: Ein kreisrundes Display mit einem Durchmesser von 360 Pixeln. Das sorgt bei dem größeren Modell für eine geringere Pixeldichte. Der kleine Bruder besitzt also das schärfere Display. Da der Helligkeitssensor im Gegensatz zu den Pixeln von Modell zu Modell nicht seine Größe ändert, beansprucht er beim größeren Modell weniger Pixel: Beim kleineren Modell hat der Balken eine Höhe von 35 Pixeln, beim größeren sind es nur 30.
Um nun die tatsächliche Anzahl der Pixel auszurechnen, ist nicht wie bei einem rechteckigen Display das durch die Notation 360×325 bzw. 360×330 nahegelegte Produkt zu bestimmen. Tatsächlich ist der Flächeninhalt des Kreises mit Radius 180 Pixeln (πr²) zu bestimmen und von diesem der Flächeninhalt des schwarzen Balkens (Kreissegment) abzuziehen. Sei {\displaystyle \lambda } das Verhältnis zwischen dem tatsächlichen Radius und dem geringeren durch den Balken bedingten (in unserem Fall also 145/180 bzw. 150/180), dann berechnet sich der Flächeninhalt zu
{\displaystyle r^{2}\left[\pi -\cos ^{-1}(\lambda )+\lambda {\sqrt {1-\lambda ^{2}}}\right].}
Die folgende Tabelle stellt die Ergebnisse dar.
| Modell | Rechteck | Produkt | Pixel  | Verhältnis |
| ------ | -------- | ------- | ------ | ---------- |
| 42 mm  | 360×325  | 117.000 | 96.705 | 82,65 %    |
| 46 mm  | 360×330  | 118.800 | 97.736 | 82,27 %    |

Das Display füllt das umschreibende Rechteck beim kleineren Modell also besser aus. Grund dafür ist, dass der Balken weiter in den Kreis hineinragt und Rechteck und Kreis im Inneren des Kreises mehr gemeinsame Pixel haben als am Rand.

## Energieversorgung

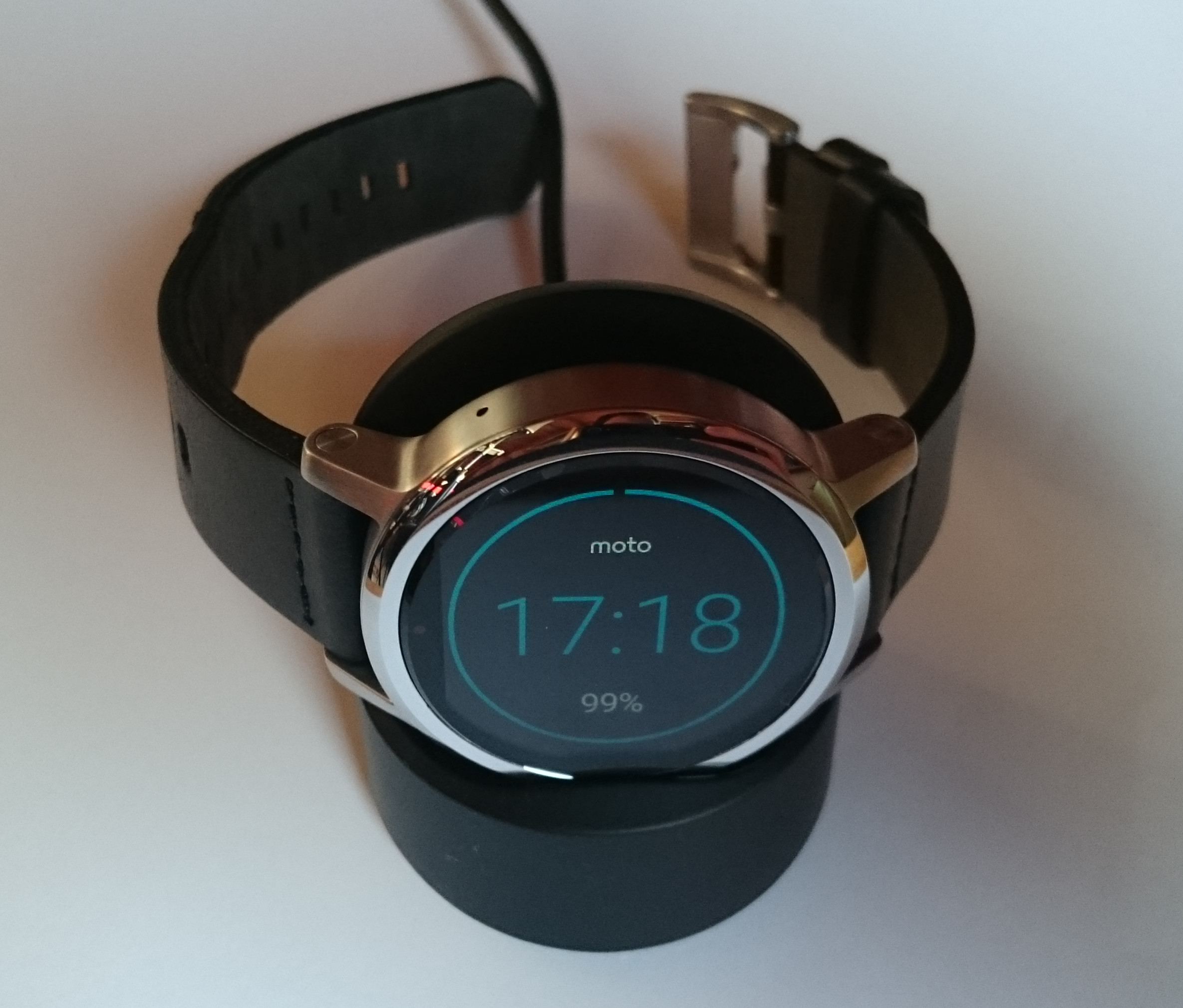
Moto 360 fast aufgeladen in Ladestation

Die Uhr wird von einem 300-mAh-Akku im 42-mm-Modell und einem 400 mAh in der 46-mm-Variante versorgt. Aufgeladen wird die Uhr kabellos über ein entsprechendes Modul, in das die Uhr gelegt werden kann. Beim Aufladen zeigt sie die aktuelle Uhrzeit und den Ladefortschritt. Eine Prognose, wie lange das Aufladen noch dauern wird, wird nicht angezeigt. Optisch ist die Ladestation im mit der Uhr bestückten Zustand einem Nachtwecker nachempfunden.
Als Akkulaufzeit wird für die kleine Variante 24 Stunden und für die große Variante sogar zwei Tage vom Hersteller angegeben. Jedoch mit dem Hinweis, dass dies natürlich von der Benutzung abhinge:

„Alle Angaben zur Akkulaufzeit sind Schätzungen und basieren auf einer durchschnittlichen Nutzung sowohl im aktiven Modus als auch im Stand-by-Modus. Die Akkuleistung hängt von der Netzwerkkonfiguration, der Signalstärke, der Betriebstemperatur, den ausgewählten Funktionen, der Sprach- und Datennutzung sowie den Nutzungsmustern anderer Apps ab.“